# Niemce (gmina)
Pour les articles homonymes, voir Niemce.
Niemce est une gmina rurale (gmina wiejska) du powiat de Lublin, dans la Voïvodie de Lublin, dans l'est de la Pologne.
Son siège administratif (chef-lieu) est le village de Niemce, qui se situe environ 14 kilomètres au nord de la capitale régionale Lublin (siège du powiat et capitale de la voïvodie).
La gmina couvre une superficie de 141,16 km2 pour une population de 16 360 habitants en 2006.

## Histoire
De 1975 à 1998, la gmina est attachée administrativement à l'ancienne Voïvodie de Lublin.

Depuis 1999, elle fait partie de la nouvelle voïvodie de Lublin.

## Géographie
La gmina inclut les villages (sołectwa) de :

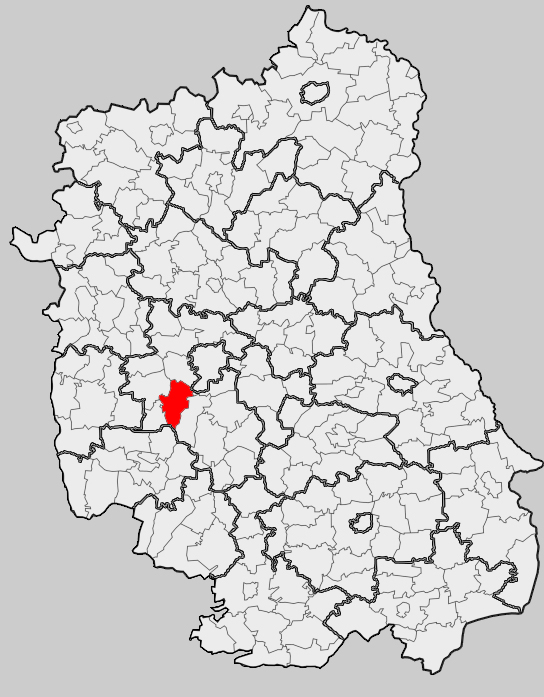
Position de la gmina dans la voïvodie

- Baszki
- Boduszyn
- Bystrzyca-Kolonia
- Ciecierzyn
- Dys
- Dziuchów
- Elizówka
- Jakubowice Konińskie
- Jakubowice Konińskie-Kolonia
- Kawka
- Krasienin
- Krasienin-Kolonia
- Łagiewniki
- Leonów
- Ludwinów
- Majdan Krasieniński
- Nasutów
- Niemce
- Nowy Staw
- Osówka
- Pólko
- Pryszczowa Góra
- Rudka Kozłowiecka
- Stoczek
- Stoczek-Kolonia
- Swoboda
- Wola Krasienińska
- Wola Niemiecka
- Zalesie

### Gminy voisines
La gmina de Niemce est voisine de :

la ville de :
- Lublin

et les gminy de :
- Garbów
- Jastków
- Kamionka
- Lubartów
- Spiczyn
- Wólka

## Structure du terrain
D'après les données de 2002, la superficie de la commune de Niemce est de 141,16 kilomètres carrés, répartis comme telle :
- terres agricoles : 86 %
- forêts : 7 %

La commune représente 8,4 % de la superficie du powiat.

## Démographie
Données du 20 février 2014 :
| Description        | Total  | Total | Femmes | Femmes | Hommes | Hommes |
| ------------------ | ------ | ----- | ------ | ------ | ------ | ------ |
| Unité              | Nombre | %     | Nombre | %      | Nombre | %      |
| Population         | 18 074 | 100   | 9 228  | 51     | 8 846  | 49     |
| Densité (hab./km²) | 128,1  | 128,1 | 65,4   | 65,4   | 62,7   | 62,7   |